# Chilské antarktické území

mapa Antarktidy s vyznačeným území nárokovaným Chile

Chilské antarktické teritorium (též Chilská Antarktida) je pojmenování části antarktického kontinentu, kterou si nárokuje Chile a považuje ji za součást svého území, konkrétně regionu Region Magallanes y la Antártica Chilena. Má tvar kruhové výseče, jejíž střed se nachází na jižním pólu a je vymezená 90. a 53. západním poledníkem. Její severní okraj je 60. rovnoběžka jižní šířky. Veškeré územní nároky na Antarktidu byly zmrazeny podepsáním smlouvy o Antarktidě, proto je i chilský nárok pozastavený. Území Chilského antarktického teritoria se částečně překrývá s Argentinským antarktickým teritoriem a Britským antarktickým územím.